# Mesocyclops longisetus
Mesocyclops longisetus is een eenoogkreeftjessoort uit de familie van de Cyclopidae. De wetenschappelijke naam van de soort is voor het eerst geldig gepubliceerd in 1912 door Thiébaud.